# René Pontoni
René Alejandro Pontoni (Santa Fé, 18 de maio de 1920 - Santa Fé, 14 de abril de 1983) foi um futebolista e técnico de futebol argentino.

## Carreira

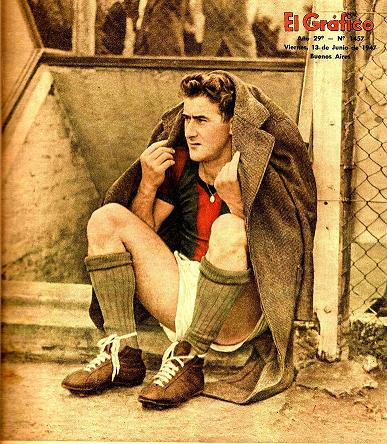
René Pontoni

Pontoni iniciou sua carreira aos  14 anos de idade, na equipe juvenil do Gimnasia de Santa Fe, time em que atuou até 1941, quando um dirigente do Newell's Old Boys o levou para fazer um teste no clube. Aprovado, integrou a equipe principal naquela temporada - em que o Newell's terminou em 3º lugar e Pontoni foi comparado a jogadores como Adolfo Pedernera, Jaime Sarlanga e Arsenio Erico. Por este clube ele conquistaria o primeiro título internacional de sua carreira: a Copa de Oro Torneo Internacional de Rosario.

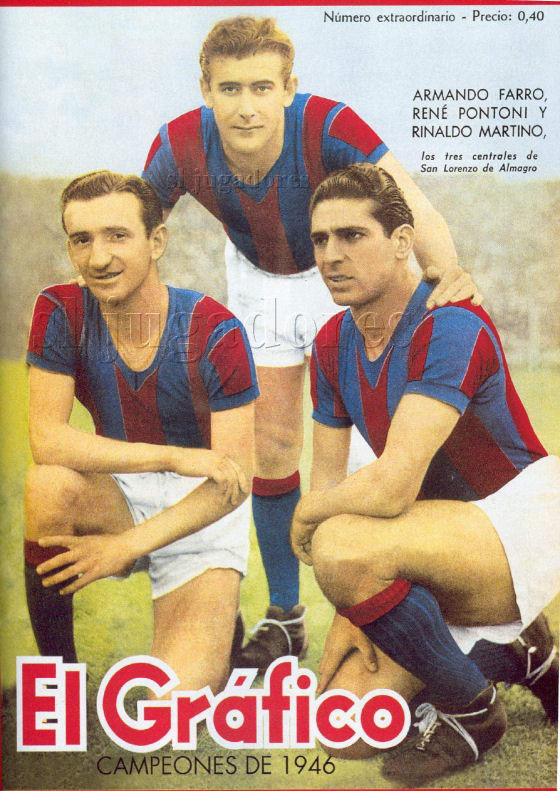
El Terceto de Oro.

Deixou o clube ao término da temporada de 1944, como o jogador com maior média de gols na equipe (67 gols em 110 jogos), transferindo-se para o San Lorenzo de Almagro.
Sua estreia no San Lorenzo foi em 22 de abril de 1945, numa partida contra o Gimnasia de La Plata, em que a equipe portenha venceu por um placar de 4 a 2 (3 deles marcados por Pontoni). Em 1946, formando o chamado El Terceto de Oro com Armando Farro e Rinaldo Martino, conquistou o Campeonato Argentino de Futebol, derrotando o tradicional Boca Juniors e somando mais de 90 gols na competição.
Ainda em 1946 o time realiza uma excursão pela Europa, disputando um total de 10 jogos amistosos contra times portugueses e espanhóis, concluindo a viagem com um saldo de cinco vitórias, quatro empates e apenas uma derrota.
Sua brilhante trajetória no San Lorenzo foi bruscamente interrompida em 1948, quando sofre uma violenta contusão numa disputa de bola com Rodolfo de Zorzi, do Boca Juniors, que resultou na fratura da patela e rompimento dos meniscos e ligamentos do joelho direito.
Um ano após a lesão, Pontoni voltou aos campos pelo Santa Fé da Colômbia, onde jogou por duas temporadas. Em 1952, após uma breve passagem pelo também colombiano Deportes Quindío,  muda-se para o Brasil para disputar uma temporada pela Portuguesa de Desportos (marcando 5 gols em 17 partidas), sagrando-se campeão do Torneio Rio São Paulo no mesmo ano (certame mais importante do país na época), fazendo parte do maior time da história do clube. 
Em 1954, retorna ao San Lorenzo, onde disputa quatro partidas antes de encerrar sua carreira.
Após a aposentadoria, dedicou-se por um tempo a treinar algumas equipes argentinas, como o próprio San Lorenzo (em 1962), antes de abandonar definitivamente o futebol.

### Seleção argentina
Pontoni integrou a Seleção Argentina entre os anos de 1942 e 1947. Neste período, disputou um total de 19 partidas, marcando 19 gols e conquistando três edições consecutivas do Campeonato Sudamericano de Selecciones : 1945, 1946 e 1947.

## Morte
René Pontoni morreu em Santa Fé, em 14 de abril de 1983, aos 62 anos de idade.

## Estatísticas

### Média de gols
| Equipe                  | Temporadas | Partidas | Gols | Média |
| ----------------------- | ---------- | -------- | ---- | ----- |
| Newell's Old Boys       | 1940-1945  | 110      | 67   | 0.61  |
| San Lorenzo de Almagro  | 1945-1948  | 98       | 66   | 0.67  |
| Santa Fé                | 1949-1952  | 44       | 27   | 0.61  |
| Portuguesa de Desportos | 1952-1953  | 17       | 5    | 0.29  |
| San Lorenzo de Almagro  | 1954       | 4        | 0    | 0.00  |
| Total na carreira       | 1940-1954  | 273      | 165  | 0.60  |

### Títulos nacionais
| Título                          | Equipe                  | País      | Ano  |
| ------------------------------- | ----------------------- | --------- | ---- |
| Campeonato Argentino de Futebol | San Lorenzo de Almagro  | Argentina | 1946 |
| Torneio Rio-São Paulo           | Portuguesa de Desportos | Brasil    | 1952 |

### Títulos internacionais
| Título                          | Equipe            | Ano  |
| ------------------------------- | ----------------- | ---- |
| Torneo Internacional de Rosario | Newell's Old Boys | 1943 |
| Campeonato Sudamericano         | Argentina         | 1945 |
| Campeonato Sudamericano         | Argentina         | 1946 |
| Campeonato Sudamericano         | Argentina         | 1947 |